# Waldemar Anton
Waldemar Anton (ur. 20 lipca 1996 w Olmaliqu, Uzbekistan) – niemiecki piłkarz uzbeckiego pochodzenia, grający na pozycji obrońcy w niemieckim klubie Borussia Dortmund oraz w reprezentacji Niemiec. Uczestnik Mistrzostw Europy 2024.

## Życiorys
Urodził się w Uzbekistanie. W czasach juniorskich trenował w Mühlenberger SV i Hannoverze 96. W 2015 roku dołączył do kadry pierwszego zespołu Hannoveru. W rozgrywkach Bundesligi zadebiutował 27 lutego 2016 w wygranym 2:1 meczu przeciwko VfB Stuttgart. Do gry wszedł pod koniec spotkania, zmieniając Hiroshiego Kiyotake.
Wraz z reprezentacją Niemiec do lat 21 w 2017 roku wystąpił na Mistrzostwach Europy rozgrywanych w Polsce, na których Niemcy sięgnęły po mistrzostwo.
W dorosłej kadrze zadebiutował 23 marca 2024, wchodząc na boisko w końcówce przegranego 0:2 meczu z Francją. W 2024 roku znalazł się w gronie 27 zawodników powołanych na Euro 2024.
W czerwcu 2024 roku został potwierdzony jego transfer do Borussii Dortmund za kwotę około 22 milionów euro.

## Statystyki kariery
| Klub           | Sezon     | Liga              | Liga  | Liga | Puchar krajowy | Puchar krajowy | Rozgrywki europejskie | Rozgrywki europejskie | W sumie | W sumie |
| Klub           | Sezon     | Liga              | Mecze | Gole | Mecze          | Gole           | Mecze                 | Gole                  | Mecze   | Gole    |
| -------------- | --------- | ----------------- | ----- | ---- | -------------- | -------------- | --------------------- | --------------------- | ------- | ------- |
| Hannover 96 II | 2015/2016 | Regionalliga Nord | 11    | 1    | –              | –              | –                     | –                     | 11      | 1       |
| Hannover 96    | 2015/2016 | Bundesliga        | 8     | 1    | 0              | 0              | –                     | –                     | 8       | 1       |
| Hannover 96    | 2016/2017 | 2. Bundesliga     | 31    | 2    | 2              | 0              | –                     | –                     | 33      | 2       |
| Hannover 96    | 2017/2018 | Bundesliga        | 27    | 1    | 2              | 0              | –                     | –                     | 29      | 1       |
| W sumie        | W sumie   | W sumie           | 77    | 5    | 4              | 0              |                       |                       | 81      | 5       |